# Abel de Conceição

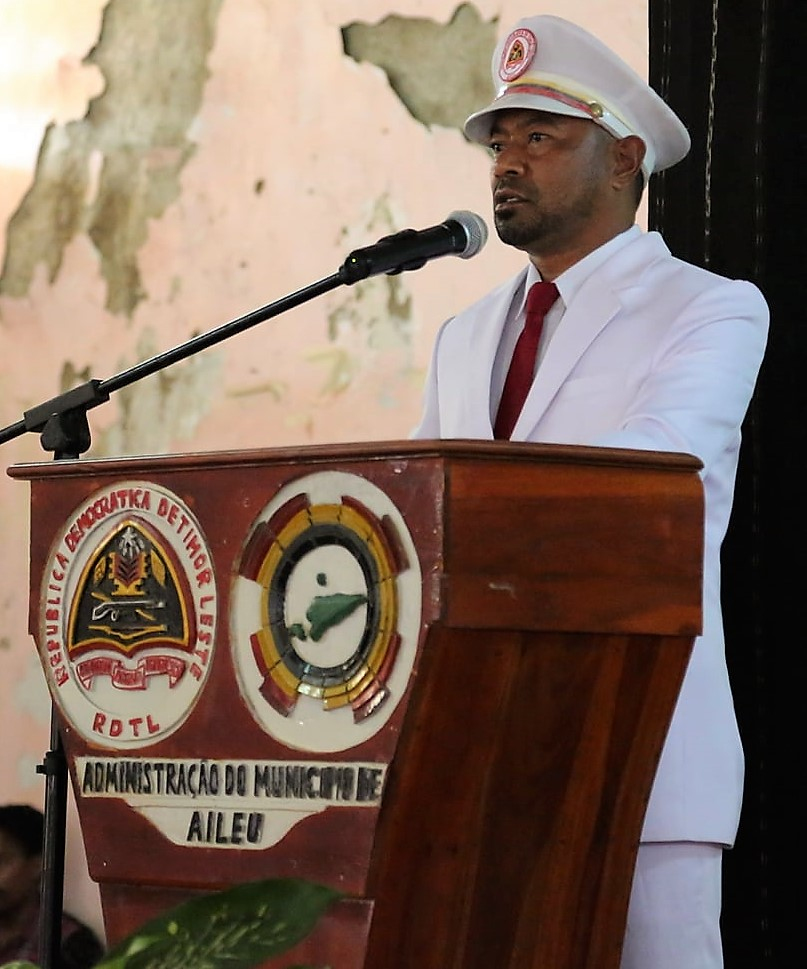
Conceição bei seiner Vereidigung zum Gemeindeadministrator Aileus (2021)

Abel de Conceição (* 22. November 1978 in Laulara, Aileu, Osttimor) ist ein leitender Beamter aus Osttimor. Von 2021 bis 2023 war er Administrator (Administrador) der Gemeinde Aileu.

## Werdegang
Conceição ist der Sohn von Martinho Sarmento Soares und Maria Bendita da Conceição. Die Familie lebte von der Landwirtschaft. Von 1984 bis 1990 besuchte er die Grundschule in Laulara, dann bis 1992 die Prä-Sekundarschule und von 1995 bis 1998 die Sekundarschule. Es folgten von 2001 bis 2009 die Senior High School an der SMU No. 01 in Aileu und verschiedene Kurse, unter anderem an der Universidade Nasionál Timór Lorosa’e, in Südkorea, Japan und Indonesien.
2004 wurde Conceição Beamter und arbeitete von 2008 bis 2013 in der Verwaltung Aileus als stellvertretender Administrator. Von 2013 bis 2019 war er Direktor des Nationalen Programms zur Entwicklung der Sucos (tetum Programa Nasional Dezenvolvimentu Suku PNDS) und von 2019 bis 2021 Direktor  der Nationalen Direktion für die Förderung der Entwicklung der lokalen Medien (tetum Diresaun Nasionál Promosaun Dezenvolvimentu Mídia Lokál DNPDML). Gegen neun andere Kandidaten setzte Conceição sich in einem öffentlichen Auswahlverfahren durch und wurde am 23. Februar 2021 zum Administrator Aileus ernannt. Seine Amtszeit war zunächst bis 2026 festgelegt. Nach Antritt der IX. Regierung wurde Conceição aber 2024 durch João Bosco dos Santos ersetzt, der als erster Präsident der Gemeindeverwaltung fungierte.
Conceição ist Mitglied der Partidu Libertasaun Popular (PLP).